# Olivier Mathieu
Pour les articles homonymes, voir Mathieu.
Ne doit pas être confondu avec Nicolas Mathieu (écrivain).
Olivier Mathieu, né le 14 octobre 1960 à Boulogne-Billancourt, est un négationniste et néonazi français,,, également écrivain, journaliste et poète.
Il est principalement connu pour avoir, le 6 février 1990, nié l'existence des chambres à gaz dans les camps nazis en direct à la télévision française.
Auteur de nombreux articles et ouvrages sous son nom et sous pseudonyme, il est candidat à l'Académie française à diverses reprises ; il recueille une voix en 2003.

## Biographie
Olivier Mathieu est le petit-fils de la femme de lettres belge Marie Joséphine Jacquart, dite Marie de Vivier, qui entame en 1930 une liaison avec l'écrivain belge André Baillon (qu'il présente donc comme son probable grand-père,). Fils naturel de René Louis (1906-1991), il vit une enfance pauvre, notamment à Sceaux, Trouville, Nanterre (à l'époque de Mai 68), Marly-le-Roi. Il n'est pas scolarisé jusqu'à son baccalauréat, qu'il passe en candidat libre en 1978, sa mère Marguerite Mathieu s'occupant de son instruction. Il se produit en 1972 à la salle Pleyel au sein de l'orchestre de jeunes de son professeur de violon, Alfred Loewenguth.
En 1974, il est naturalisé français.
Sa jeunesse est marquée par la fréquentation de l'entourage de sa mère et de sa grand-mère ; on y voit Giuliano Bonfante,, Hergé, Robert Poulet, Ferdinand Teulé, etc. En 1982, il se fait réformer de l'armée ; la même année, il remporte un concours de nouvelles organisé par la Mutuelle nationale des étudiants de France (MNEF), avec un texte intitulé Cousine. Il étudie les lettres classiques
Il publie des textes poétiques et en prose dès son adolescence (Gazette des grandes terres de Marly-le-Roi, en 1977, ou la revue belge Quetzalcoatl). Durant les années 1980, il est brièvement journaliste dans des publications d'extrême droite — Rivarol (articles sur Abel Bonnard), Présent, Minute —, et collabore à de nombreuses revues et magazines, (Le Spectacle du Monde, Nouvelle revue de Paris, Aspects de la France, Matulu, National-Hebdo, Écrits de Paris, Itinéraires, Éléments, Panorama des idées actuelles, J'ai tout compris). Il fréquente en outre le Groupement de recherche et d'études pour la civilisation européenne (GRECE). Il publie des textes, entre autres, aux éditions Ouvertures de Jean Claude Bologne. De 1986 à 1990, il est conseiller littéraire de la maison d'édition-librairie négationniste Ogmios, où, « de temps à autre », il « tient la boutique ». Enfin, jusqu'en 1988, il prépare une thèse de doctorat intitulée Abel Bonnard ou la fin de l'homme blanc à l'université de Port Elizabeth, qui est finalement abandonnée.
En 1989, il publie une biographie d'Abel Bonnard, dans laquelle il exprime ses convictions pro-nazies, qualifiant notamment le Troisième Reich de « plus grand sursaut de l'Europe et de l'âme humaine au XXe siècle ».
En 2006, la revue Lectures françaises et Rivarol annoncent la mort de l'auteur à l'âge de 45 ans. Il dément cette nouvelle dès le mois de décembre suivant, dans Un peu d’encre, de larmes, de poudre et puis de sang.

### Militant politique (1985-1993)
Actif en France et en Belgique dans les années 1980, il multiplie les polémiques, particulièrement au sujet de la Shoah, et se fait remarquer pour son militantisme négationniste. Il est alors ouvertement néonazi et racialiste. Il dit également entretenir une correspondance avec Klaus Barbie, alors détenu en France, mais également avec la terroriste d'extrême gauche Joëlle Aubron.
Ses relations avec l'extrême droite sont néanmoins tumultueuses, et ses engagements dans plusieurs journaux lui valent de solides inimitiés : il quitte le quotidien Présent, avec lequel il considère n'avoir rien de commun, et est licencié du journal Minute. Le président du Front national (FN) belge, Daniel Féret, le menacera publiquement, en 1990, de représailles dans le principal quotidien francophone, Le Soir,.
En 1988, il apparaît dans le documentaire Auschwitz ou l'introuvable sens d'André Dartevelle et Micheline Leblud.
Il est aussi arrêté, en mars 1989, lors de la foire du livre de Bruxelles, dédiée cette année-là à la liberté d'expression et où il tient un stand en compagnie des militants du FN belge Patrick Cocriamont et Patrick Sessler et de l'éditeur d'ultra-gauche négationniste Pierre Guillaume. La même année, il participe au congrès d'histoire révisionniste de Los Angeles, et se déclare « post-révisionniste » dans le second numéro de la feuille mensuelle d'Alain Guionnet,. Toujours en 1989, il expose ce concept - qui revient à réhabiliter le nazisme sur la base des thèses négationnistes de Robert Faurisson - lors d'une conférence d'extrême droite au château du Corvier dans le Loir-et-Cher.
Olivier Mathieu habite ensuite en Belgique, où il est proche du Parti des forces nouvelles (PFN) belge. Il est par ailleurs l'un des auteurs de la thèse affirmant que Tintin a été inspiré par le chef rexiste belge Léon Degrelle, ami de Hergé. Le 26 octobre 1990, à Bruxelles, il prononce une conférence intitulée « De Léon Degrelle à Tintin » à l'occasion de la première manifestation du cercle des étudiants révisionnistes. La même année, la fondation Hergé lui interdit, par voie d'huissier, de révéler le contenu de sa correspondance avec Hergé (lequel avait rencontré Olivier Mathieu dès 1969, à Bruxelles, puis à Marly-le-Roi) ; celle-ci le fait condamner, pour ce motif, à une amende. Enfin, il joue un rôle dans l'édition posthume de l'ouvrage de Degrelle, Tintin mon copain.
Dans une émission diffusée en décembre 1990 sur RTL-TVI, Enquête, il se dit « militant révolutionnaire ».
En avril 1991, défendu par Xavier Hiernaux et Didier de Quévy, il est condamné, en vertu de la loi Moureaux, à une peine de dix-huit mois de prison ferme et 42 000 francs d'amende par le tribunal correctionnel de Bruxelles pour « diffamation » envers le journaliste Maurice Sarfati dit Serge Dumont et pour « incitation à la haine raciale »,,. Ne s'étant pas présenté à son procès, et ayant vu sa condamnation confirmée en appel, il gagne la France, l'Italie puis l'Espagne.
En 2003, dans Éléments, à Michel Marmin qui lui demande s'il n'est plus d'extrême droite, il répond : « Non. Pour une raison très simple : je ne l'ai jamais été. » Il ajoute : « J’ai pris des positions, oui. Par humorisme, par désespoir parfois. Ou alors — ce n’est pas toujours la même chose — on m’en a fait prendre ».
Tenant des positions pro-palestiniennes, il a par ailleurs manifesté contre la première Guerre du Golfe[réf. nécessaire] ou contre l'exécution de Saddam Hussein[source insuffisante].

### Incident lors d'un débat télévisé (1990)
Invité à un débat sur l'extrême droite dans l'émission Ciel, mon mardi ! de Christophe Dechavanne le 6 février 1990,, il a marqué l'histoire de la télévision française en étant à l'origine d'une double bagarre générale en direct à la télévision française.
Tout d'abord, il dit se définir comme « national-socialiste ». Il précise même que « l'appellation nazisme est péjorative, n'a jamais eu cours. » et que, selon lui, il ne faut pas l'utiliser. Après sept minutes d'émission, il déclare : « Monsieur Dechavanne, vous parlez de démocratie, alors il faut que les téléspectateurs sachent quelque chose. J'appartiens à une école — historique —, le révisionnisme, dont je suis l'un des représentants. Et vous m'avez interdit, Monsieur Dechavanne, de parler du révisionnisme. » Il s'écrie ensuite : « Et, je le dirai haut et clair devant cette plèbe : Faurisson a raison, les chambres à gaz, c'est du bidon ! » Cela donne lieu à une première bagarre générale impliquant à la fois les invités et le public. Christophe Dechavanne arrive à rétablir le calme après quelques minutes.
Après quinze minutes d'émission, Christophe Dechavanne redonne la parole à Olivier Mathieu. Ce dernier demande à l'une des personnes présentes sur le plateau, Jean-Pierre Pierre-Bloch, à l'époque président de la Ligue internationale contre le racisme et l'antisémitisme « s'il est prêt à faire une minute de silence avec lui à la mémoire des quatorze millions d'Allemands qui ont été déportés en 1945 et 1946 — deux millions de morts » (il fait allusion au déplacement de populations civiles allemandes d'Europe de l'Est et de la Prusse orientale, après la défaite allemande, selon l'article XIII de la déclaration de Potsdam). Un militant du groupe extrémiste juif Betar-Tagar, présent dans le public de l'émission, manifestement offusqué par les propos très provocateurs d'Olivier Mathieu, se précipite sur le plateau et frappe Olivier Mathieu au visage. L'agression est officiellement revendiquée dans Tribune juive du 16 février. Débute alors immédiatement une deuxième bagarre générale, plus importante que la première, impliquant à la fois les invités et le public. Christophe Dechavanne ramène le calme avec difficulté, en annonçant au public qu'Olivier Mathieu et l'agresseur du Betar-Tagar ont tous deux quitté la salle.
Bien que les propos révisionnistes d'Olivier Mathieu fassent l'objet de nombreuses controverses, ils n'étaient pas punissables, la loi Gayssot n'étant promulguée que quelques mois plus tard, le 13 juillet 1990.

### Candidat à l'Académie française (depuis 1990)
Olivier Mathieu présente à plusieurs reprises sa candidature à l'Académie française — qu'il considère comme ludique, se montrant lucide sur ses chances de revêtir un jour l'habit vert — sous son propre nom ou sous le pseudonyme de Robert Pioche.
En 1990, il n'obtient aucune voix face à Hélène Carrère d'Encausse. Sa candidature du 11 décembre 2003, sous le nom de Robert Pioche, lui vaut une voix contre Valéry Giscard d'Estaing, à la succession de Léopold Sédar Senghor. Il fait de nouveau acte de candidature à l'Académie française, sous son vrai nom, le 8 mars 2007, mais sa candidature à la succession de Jean-François Revel en mai 2007 n'est pas officialisée. En 2008, sa candidature au fauteuil précédemment occupé par Pierre Messmer est officialisée. Il n'obtient aucune voix au scrutin, qui voit l'élection de Simone Veil, et réitère sa candidature à la succession d'Alain Robbe-Grillet, en vue de l'élection du 26 mars 2009. En 2011, il est de nouveau candidat, cette fois au fauteuil — le trentième — laissé vacant par le décès de Maurice Druon. Lors de cette élection, il publie sur Internet un Éloge poétique de Maurice Druon en deux cents alexandrins en vers réguliers. Celui-ci est mentionné dans Le Figaro du 8 avril 2011, en marge de l'élection académique de la veille. Olivier Mathieu fait de nouveau acte de candidature le 12 janvier 2012 au fauteuil 7 de l'Académie française, précédemment occupé par Jacqueline de Romilly sans obtenir de voix au scrutin du 1er mars 2012 qui a vu l'élection de Jules Hoffmann par 17 voix sur 23 votants,. Il se représente encore le 15 mars 2012 cette fois au fauteuil 40 en remplacement de l'académicien Pierre-Jean Remy, mais est rejeté le 26 avril 2012.
Il se présente à nouveau au printemps 2014, sous le nom d'emprunt de Robert Spitzhacke. Cela fait de lui la seule personne à avoir déposé sa candidature à l'Académie française sous trois identités distinctes. En mars 2016, il réitère au fauteuil laissé vacant par Assia Djebar puis, en octobre 2017, au siège de René Girard.

## Œuvres

### Cycle de Robert Pioche
- Le Dernier Carré, Paris, Thulé (chez l'auteur), 1993, 215 p. (BNF 35562451)
- Les Amourettes : storia di Amato Donati, Yermenonville, Testa di Pignatta, 1995, 268 p. (BNF 35799836)
- Une cicatrice : récit : Florence, 15 janvier 1996, Paris, 30 décembre 1996, Paris, Le Dragon à sept têtes, 1997, 39 p. (BNF 36161685, présentation en ligne, lire en ligne)
- Tempo di Firenze : roman, Paris-Florence, Testa di Pignatta, 1997, 317 p. (BNF 36191239)
- Je ne suis pas allée bien loin : roman pour Mireille, Paris, La Volée et le bond de la balle, 1998, 211 p. (BNF 36974573)
- Tropique de la Pioche, Rueil, Lella Hallwort, 1998, 494 p. (BNF 37684572)
- Mes années noires à pleins gaz : on déclare la guerre, Paris, chez l'auteur, 1999, 699 p. (BNF 38803235)
- La Quarantaine : quarantina e quarantena, 5 juin 1999-8 août 2001, Paris, Les Aprems (chez l'auteur), 2002, 286 p. (BNF 39044712)
- Les Drapeaux sont éteints : lettre à ma fille Alice, parce que je n'aurai rien d'autre à lui léguer, Paris, Les Bateaux sur la mer qui naufragent (chez l'auteur), 2004, 275 p. (BNF 39279574)
- Une nuit d'été : roman, Toulouse, Auda Isarn, 2005, 232 p. (ISBN 2-910726-74-6, BNF 40122574)
- Le Passage à niveau (préf. Jean-Pierre Fleury), Nantes, Les Petits bonheurs, 2008, 293 p. (BNF 42446302)
- Le Voyage en Arromanches (préf. Jean-Pierre Fleury), Nantes, Les Petits bonheurs, 2010, 311 p. (BNF 42446300)
- Les Jeunes filles ont l'âge de mon exil, Nantes, Les Petits bonheurs, 2010, 323 p. (BNF 42446286)
- La Petite queue et le Prépuce du meilleur des goyim : Robert Pioche : inédits et fragments, 2007 à 2012, des aventures de Robert Pioche, comme un roman pour Helga, Nantes, Les Petits bonheurs, 2012, 166 p. (BNF 42640708)
- Jouissive à Venise, Cluj-Napoca, Casa Cărţii de Ştiinţă, 2013, 263 p. (ISBN 978-606-17-0345-6, BNF 43692302, présentation en ligne)
- Châteaux de sable : roman, Paris, Les Aprems (chez l'auteur), 2014, 260 p. (BNF 43762179)

### Autres publications
- Vingt ans pour deux petites filles d'hiver et d'autrefois, Liège, Ouvertures, 1981, 67 p.
- Maiten, Liège, Ouvertures, 1981, 32 p. (BNF 35650007)
- Traces, masques et bribes, Liège, Ouvertures, 1981, 32 p. (BNF 35650008)
- Fin, suites et avrils, Liège, Ouvertures, 1982, 56 p.
- Olivier aime Corinait, Liège, Ouvertures, 1982, 36 p.
- Puzzles, Liège, Ouvertures, 1982, 70 p.
- Moi moi je jeu et merdre, Bruxelles, Servi-tech, 1982, 38 p.
- Le Berger, Liège, Ouvertures, 1982, 18 p.À propos d'Aimé Donati.
- Nocturnal vers une sœur capitale, Liège, Ouvertures, 1982, 38 p.
- Sylvie du côté de chez Angie, Liège, Ouvertures, 1982, 48 p.
- Du même au même, Liège, Ouvertures, 1982, 66 p.
- Olivier et Gertrude, Liège, Ouvertures, 1983 (lire en ligne)
- Les Dames très dignes, Liège, Ouvertures, 1983, 17 p. (lire en ligne)
- L'Enfance du fou, Liège, Ouvertures, 1983, 64 p. (lire en ligne)
- Journal à la diable, S.l., s.e., 1983, 50 p.
- Agora kai Eidôlon, S.l., s.e., 1983, 104 p.
- Reliquiæ, S.l., s.e., 1983, 68 p.
- Essai de fusion, S.l., s.e., 1984, 92 p.
- Poèmes de Venise, S.l., s.e., 1984, 52 p.
- Une lanterne, vénitienne, des morts : paperoles du trop tard, S.l., chez l'auteur, 1984, 216 p.
- Moi fatigue, S.l., s.e., 1985, 52 p.L'auteur signe sous le nom de son ami récemment disparu, Aimé Donati.
- Abel Bonnard, une aventure inachevée (postface Léon Degrelle), Paris, Avalon, 1988, 429 p. (ISBN 2-906316-16-4, BNF 35002210, lire en ligne)
- Les Deux Cortèges : Bonnard et Céline, Bruxelles, Van Bagaden, coll. « Céliniana », 1989, 7 p. (BNF 37638360)Plaquette tirée à 180 exemplaires dans une édition de luxe.
- De Léon Degrelle à Tintin, Paris, Altair (chez l'auteur), 1990, 34 p. (présentation en ligne)
- Léon Degrelle, tel que je l'ai connu, Yermenonville, chez l'auteur, coll. « Aux bâtons de Bourgogne » (no 1), 1994, 123 p. (BNF 35696103)
- En réponse à la presse lors de la mort de Léon Degrelle : pour l'ouverture d'un débat d'idées, Yermenonville, chez l'auteur, coll. « Aux bâtons de Bourgogne » (no 2), 1994, 132 p. (BNF 35799769)
- Le Général d'Empire Le Paige d'Orsenne, Yermenonville, La Chimère (chez l'auteur), 1994, 67 p. (BNF 35701619)
- Avec Marguerite Mathieu, Le Dernier Vénitien ou Le Comte Carlo Gozzi (1720-1806) : ennemi de Goldoni et du franc-maçon Gratarol, et adversaire de la bourgeoisie et des Lumières : essai sur la Venise du dix-huitième siècle, Yermenonville, Le Siècle tramontane (chez l'auteur), 1996, 198 p. (BNF 36156583)
- (it) L'Incandescence de l'esprit, Yermenonville, La Chimère (chez l'auteur), 1996, 61 p. (BNF 35799880)Comprend des textes en français et en italien.
- Un peu d'encre, de larmes, de poudre et puis de sang, Nantes, Les Petits bonheurs, 2006, 73 p. (BNF 42447703, lire en ligne)
- Les Pommes bleues, Nantes, Les Petits bonheurs, 2008, 47 p. (BNF 42453717, lire en ligne)
- Le Pauvre cœur : féerie littéraire en l'honneur du personnage fitzgeraldien de Minnie Bibble (photogr. Olivier Mathieu et al.), Nantes, Les Petits bonheurs, 2008 (réimpr. 2011), 21 p. (BNF 43624445, lire en ligne)
- Avec Armonia Bellini, Jean-Pierre Fleury, Chrysis et Pietro Bocher, Éloge de Maurice Druon, prononcé par Olivier Mathieu, poète, Nantes, Les Petits bonheurs, 2011, 39 p. (BNF 42445136, lire en ligne)
- Les Derniers feux du bel été, Nantes, Les Petits bonheurs, 2011, 81 p. (BNF 42542060)
- Mon cœur hors du temps, Nantes, Les Petits bonheurs, 2011, 29 p. (BNF 42446311)
- Quand à la fin j'aurai mouru, j'aurai fait ce que j'aurai pu, Nantes, Les Petits bonheurs, 2012, 98 p. (BNF 42803172)
- Concubium noctis : comment le concubin bina le con et le cul à sa concubine qui avait posé le cubitus sur le cubital..., Paris, Les Aprems (chez l'auteur), 2014, 21 p. (BNF 43884216)
- Alain Finkielkraut, l'immortel : maître bien-pensant de la non pensance, M'sieur Strumpfspountzknock et Doctor Beaufschnockplouck, le faux philosophe, le vrai néo-con (postface Jean-Pierre Fleury), Cluj-Napoca, Casa Cărţii de Ştiinţă, 2016, 257 p. (ISBN 978-606-17-0899-4, BNF 44522328, présentation en ligne)Reprend des articles publiés en 2014 sur Le Club de Mediapart, et d'autres en 2016 sur lequichotte.wordpress.com.
- Le Portrait de Dawn Dunlap, Cluj-Napoca, Casa Cartii de Stiinta, 2017, 69 p.
- C'est David Hamilton qu'on assassine (préf. Roland Jaccard), Nantes, Les Petits bonheurs, 2017, 151 p.  — comprend des textes d'Agnès Degrève, Catherine D., Jean-Pierre Fleury, Sébastien Guillet, David Hamilton, Phrère Jac.
- Je crie à toutes filles mercis : mémoires éphèbophiles à peine romancés : opus préposthume en détournement de tonalité mi mineure, Nantes, Les Petits bonheurs, 2018, 530 p.
- David Hamilton suicidé, mais par qui ?, Paris, l'Enseigne de l'ami de David Hamilton, 2018, 150 p.
- Une dernière leçon de mon école : ma vie en blond et châtain, Saint-Nazaire, Les Petits bonheurs, 2019, 38 p.
- Gabriel est dans le ciel : roman, Paris, Olivier Mathieu, 2019, 171 p.
- Mon cœur sur l'échiquier : roman, Saint-Nazaire, Les Petits Bonheurs, 2020, 120 p.
- Ma petite bande de jeunes filles en fleurs, Saint-Nazaire, Les Petits Bonheurs, 2020, 61 p.  — comprend des textes de Roland Jaccard, Jean-François Chassaing, Jean-Pierre Fleury.
- Encore une gorgée de soleil, Saint-Nazaire, Les Petits Bonheurs, 2021, 76 p.
- Les enfants des Aprems: Alice Daddy Girl is Back, Saint-Nazaire, Les Petits Bonheurs, 2021, 52 p.

### Préfaces
- Abel Bonnard, Les Modérés : le drame du présent, Paris, Le Labyrinthe, coll. « Livre-club du Labyrinthe », 1986, 247 p. (ISBN 2-86980-004-5, BNF 34966733)
- Abel Bonnard, Berlin, Hitler et moi : inédits politiques, Paris, Avalon, coll. « Histoire », 1987, 280 p. (BNF 34972347, lire en ligne)Comprend Pensées dans l'action et le Discours aux chefs miliciens, ainsi que des inédits : Berlin en mai, Notes sur Hitler, La question juive.
- Émile Boissier (préf. avec Jean-Pierre Fleury), Anthologie poétique : Émile Boissier, poète idéalo-symboliste nantais, 1870-1905, Cluj-Napoca, Casa Cărţii de Ştiinţă, 2009, 304 p. (ISBN 978-973-133-504-9, BNF 42555248, lire en ligne)